# Harry Dénis
Henri Léonard Barthélémi "Harry" Dénis, född 28 augusti 1896 i Haag, död 13 juli 1971 i Haag, var en nederländsk fotbollsspelare.
Dénis blev olympisk bronsmedaljör i fotboll vid sommarspelen 1920 i Antwerpen.